# Robert I. Courtenayski
Robert I. Courtenayski je bil od leta 1221 do 1228 cesar konstantinopelskega Latinskega cesarstva, * 1201, † 1228, Morejski despotat.
Bil je sin latinskega cesarja Petra II. in cesarice Jolande Flandrijske.
Ko se je v Franciji razvedelo, da je Peter Courtenayski mrtev, so latinsko krono ponudili njegovemu najstarejšemu sinu Filipu, ki jo je odklonil v korist mlajšega brata Roberta. Robert se je iz Francije odpravil v Konstantinopel in bil 25. marca 1221 kronan. 
Kmalu po prihodu na oblast je izgubil Solun, ki ga je osvojil epirski despot Teodor Dukas. Papež Honorij III., zaskrbljen zaradi stanja v katoliškem Latinskem cesarstvu, je sklical križarski pohod za obrambo Soluna, na katerega ni bilo nobenega odziva. Robert je v istem letu doživel še poraz v bitki pri Poimanenu (1224 ali konec leta 1223).
Po porazu je bil pripravljen skleniti mir s svojim največjim nasprotnikom, nikejskim cesarjem  Ivanom III. Vatacem,  ki je sprejel vse ponujene mirovne pogoje. Robert je obljubil, da se bo poročil z Evdoksijo, hčerko kasnejšega nikejskega cesarja Teodora I. Laskarisa in Ane Angeline in se z njo zaročil. Pogajanja so v nejasnih okoliščinah propadla. Jurij Akropolit trdi, da je poroki iz verskih razlogov nasprotoval pravoslavni patriarh Manuel Saranten: ker je bila  Robertova sestra Marija poročena s cesarjem Teodorom I. Laskarisom, je bil Teodor njegov svak, potem pa bi bil še njegov tast. Robert je zaroko kmalu razdrl in se poročil z gospo Neuville,  zaročenko burgundskega plemiča. Njeno rojstno ime se je izgubilo. Burgundi so organizirali zaroto in prisilili Henrika na beg v Rim, kjer je za pomoč prosil papeža. Papež ga je prepričal, naj se vrne v Konstantinopel. Na povratku v Konstantinopel je na začetku leta 1228 v Moreji umrl.